# Мусета ди Сопра
Мусета ди Сопра је насеље у Италији у округу Венеција, региону Венето.
Према процени из 2011. у насељу је живело 226 становника. Насеље се налази на надморској висини од -1 м.